# NGC 3070
NGC 3070 este o galaxie eliptică situată în constelația Leul. A fost descoperită în 15 martie 1784 de către William Herschel. Se află la o distanță de 78,1 de megaparseci de Pământ.